# تأثير موهرينغ
 تأثير موهرينغ هو ملاحظة أنه، إذا ارتفع تردد خدمة العبور (مثل عدد الحافلات في الساعة) مع الطلب، فإن كل ارتفاع في الطلب يقوم بتقليل أوقات انتظار الركاب في المحطات.
لنفترض على سبيل المثال أن الركاب يصلون بشكل عشوائي إلى موقف للحافلات على مدى ساعة ، في حين تمر الحافلة مرة كل ساعة. متوسط وقت الانتظار يكون بذلك 30 دقيقة. إذا زاد عدد الركاب في الساعة بما فيه الكفاية لتبرير حافلتين في الساعة، فإن متوسط وقت الانتظار ينقص إلى 15 دقيقة. وجود مزيد من المستخدمين يخفض إذن التكلفة الحالية للركاب. هذا مضاد لتأثيرازدحام الطرق ، حيث الزيادة في عدد المستخدمين يقلل من سرعة وجودة الخدمة للمستخدمين الآخرين.
يستخدم تأثير موهرينغ غالبا لصالح دعم خدمات العبور، على أساس أن هذا الدعم لازم لتحقيق تسعيرة التكلفة الحدية لتأثير موهرينغ.
اكتشف التأثير من طرف هربرت موهرينغ في عام 1972 في جامعة مينيسوتا وبذلك سمي هذا التأثير باسمه .